# 風祭ゆき
風祭 ゆき（かざまつり ゆき、1953年8月15日 - ）は、日本の女優。本名は長谷部 さより（旧姓・吉田）。東京都出身。夫は映画・ドラマの作曲家・編曲家である長谷部徹。
日活ロマンポルノの黄金期を支えた女優の1人。その後、一般映画やテレビ、舞台に活動の場を広げ、演技派女優として活躍した。株式会社グッドラックカンパニー所属。

## 来歴
東京都立戸山高等学校卒業。武蔵野音楽大学短期大学部声楽科卒業。
1973年（昭和48年）（20歳）、NET『非情のライセンス』（天知茂主演）で「吉田さより」の女優名で一般女優として芸能界デビュー（ドラマデビュー）。音大卒業後の1977年（昭和52年）（24歳）、新藤兼人監督の映画『竹山ひとり旅』で映画デビュー。以後3年間、本名で芸能活動を続けた。
とある雑誌でセミヌードになったのがきっかけとなり、1979年、日活からロマンポルノへの出演依頼があった。1年間拒否し続けたが、“巨匠”である映画監督・大島渚監督に説得され、ヌード場面のある映画に出演することを決断した。6年間の一般女優生活を経た1980年（昭和55年）、「風祭ゆき」名義でにっかつロマンポルノ作品『赤い通り雨』で主演デビュー。 以来、スレンダーな肉体と美貌を活かして、ロマンポルノの佳作、名作に多数出演。
一方、同時期に『セーラー服と機関銃』（1981年）、『伊賀忍法帖』（1982年）、『十階のモスキート』（1983年）などの一般映画や、『刑事ヨロシク』（1982年）、『波の盆』（1983年）といったテレビドラマへの出演も続けた。
ロマンポルノ終了の年の佳作『ラスト・キャバレー』（1988年）への出演を最後に、一般映画、テレビ、オリジナルビデオ、さらには舞台を女優活動の中心として、演技派の美人女優として活躍した。舞台は山本陽子公演、杉良太郎公演など多数出演している。
2000年（平成12年）には、ロマンポルノをめぐるドキュメンタリー作品『サディスティック&マゾヒスティック』に、また2003年（平成15年）には、クエンティン・タランティーノ監督に請われて『キル・ビル』に出演している。

## ロマンポルノ

### ポルノデビュー
ロマンポルノ出演にあたり大島渚から説得されたのは、当時の所属事務所社長の兄が大島だったことが理由。風祭に対して大島監督は、「ああいう仕事って言うのは、”女優っていう者が如何に肉体労働者であるか”っていう事を実感する、その最たるものなんだから、軽く考えて体操だと思ってやってきなさい。なにより、1本の映画を背負う主役をやるということは、1度は経験しなきゃね。鶏口となるも、牛後となるなかれ、ですよ。」と後押ししたという(2001年（平成13年）のトークショウで風祭自身が回顧していた)。
27歳でデビューしたが体型が細かったため、プロデューサーから「こいつ(風祭)はレイプしかない」と出演作のジャンルを決められ、その後レイプ・クイーンと呼ばれるまでになった。また、当時非常に人気があった“SM映画”に出演する話も出ていて風祭本人も迷っていたが、日活の幹部から「君は体が華奢でオッパイが小さいから縛ってもだめだ」と言われ、SM映画には出演しなかったとされる。
ちなみに当時役者をする恋人がいたが、彼から「19、20歳ならロマンポルノを女優としてのステップにするのもいいけど、今さら裸になることはないんじゃないのか？」と反対され、そのままケンカになり破局してしまったという。

### その後の活躍
ポルノデビューからほどなくして“レイプ・クイーン”と呼ばれるようになり、1980年代のにっかつロマンポルノの黄金期を支えた。また、一部では「ロマンポルノの松坂慶子」とも称され、美貌でファンを魅了した。
『赤い通り雨』のデビュー後、主演として『妻たちの性体験 夫の眼の前で、今…』（1980年）、『女教師 汚れた放課後』（1981年）、『美姉妹 犯す』（1982年）、『恥辱の部屋』（1982年）、『性的犯罪』（1983年）などに出演。また助演として『後から前から』（1980年）、『犯され志願』（1982年）、『マダムスキャンダル 10秒死なせて』（1982年）、『暗室』（1983年）、『武蔵野心中』（1983年）などに出演した。小原宏裕、小沼勝、西村昭五郎、武田一成といったロマンポルノの監督たちの作品ばかりでなく、中原俊、崔洋一監督の初期作品にも出演している。
ロマンポルノには計24本に出演した。後年、当時を振り返り「作品作りに真剣に向き合うスタッフさんたちに囲まれ、充実していたあの現場にいられて幸せでした」と述べている。

### ポルノ時代のエピソード
ロマンポルノ時代は主にレイプもので活躍したが、若い男優たちは手加減なく撮影に臨む者が多かったため、風祭は身体をあちこちぶつけて生傷が耐えなかった。当時のにっかつの濡れ場はサイレントで撮影され、音はアフレコで入れていたため、撮影中は「事前の話と違うじゃない！」、「痛った〜い！」などと色々叫びまくっていたとのこと。また、経験が浅い別の若い男優とのレイプシーンでは、襲われる側の風祭の方から「そうじゃなくてこっちから襲いなさいよ！」と撮影中に指導したこともあったという。
ロマンポルノ時代の苦労話として前貼りを挙げている。前張りは作品を追うごとにどんどん小さくなり、それに合わせて陰毛処理の範囲も広がっていき、最後には全部剃ったという。後日ある監督から、濡れた下着越しにヘアを透けさせて撮るため前貼りを取るよう指示された。風祭が「前貼り取ったら何も生えてませんよ」と告げたため、前貼りの上に付け毛をして下着を履いて撮影することになったという。

## 人物
スクリーンでのイメージとは異なり、活動的で男まさりの趣味も多く、車の運転（レーサー志望であった）やクレー射撃、カメラなどをたしなんでいる。またMacやWindowsのスキルが高く、女優仲間や映画監督の家にパソコンを教えに行ったり、インターネットやLANの設定をしたり、ウェブサイト作成をしたりという一面もある。さらに自動車関連団体のウェブページの作成・管理もしている。近年は愛犬（犬種はボルゾイ）を連れて各地のドッグショーに参戦している。今までに大型狩猟犬（体高80センチ）の高級犬ボルゾイを合計6匹飼ったことがあり、2010年代もボルゾイを2匹飼っている。ドッグショーに参加することが多く、優勝を目指して日々犬たちの訓練に励んでいる。
交友関係
親友は女優・朝比奈順子（同い年であり、日活ロマンポルノで同じ1980年代前半に活躍した）。

## 出演
以下の出演リストは主に所属事務所のプロフィールによる。

### 映画
- 竹山ひとり旅（新藤兼人監督作品、1977年） - 瀬川道子 役
- わるいやつら（野村芳太郎監督作品、1980年 松竹） - クラブのホステス　*吉田さより名義
- ニッポン警視庁の恥といわれた二人 刑事珍道中（1980年 東映） - 小泉百合子
- セーラー服と機関銃（相米慎二監督作品、1981年 東映） - 三大寺マユミ
  - セーラー服と機関銃 完璧版（1981年 東映） - 三大寺マユミ
- 伊賀忍法帖（1982年 東映） - 羅刹坊（千鳥）
- 十階のモスキート（崔洋一監督作品、1983年 ATG） - 婦人警官
- 湾岸道路（1984年 東映クラシックフィルム） - ゆかり
- 唐獅子株式会社（1985年 東映） - 幾野夕子
- （金）（ビ）の金魂巻（井筒和幸監督作品、1985年 にっかつ） - 田中千秋
- 愛の陽炎（1986年、松竹） - 飯田弘江
- 紳士同盟（1986年 東映） - 樹里野勝江
- おあずけ（1990年） - 岡本よしこ
- 天と地と（1990年 東映） - 沼田の妻
- くまちゃん（1992年 ポニーキャニオン＝ヘラルド・エース） - 川瀬弘美
- 不意の旅人（1992年、東映・総務庁/人権問題啓蒙映画） - 川元ヒロコ
- 義務と演技（1997年 東映） - 主婦
- サディスティック&マゾヒスティック（中田秀夫監督作品、2000年 日活）
- man-hole（2000年 アースライズ）
- DRUG（2001年 青少年育成国民会議） - 樺島京子
- 殺し屋1（三池崇史監督作品、2001年 プレノンアッシュ） - ヤクの売人
- ひとりね（すずきじゅんいち監督作品、2001年 フィルムヴォイス） - 悦子
- キル・ビル（クエンティン・タランティーノ監督作品、2003年 ギャガ＝ヒューマックス） - 青葉屋女将
- 恋文日和（2004年）
- ハヴァ、ナイスデー（2006年 パノラマ）
- 仮面ライダー THE NEXT（2007年）
- ポチの告白（2009年、高橋玄監督）
- アキレスと亀（北野武監督作品、2008年）
- しあわせカモン（2009年） - 松本哲也の祖母 役
- やさしい手（2010年）
- ゼウスの法廷 （2012年、高橋玄監督）
- 裸のいとこ（2013年、大鶴義丹監督）
- 桜姫（2013年、橋本一監督） - 春琴 役
- 陽光桜（2016年、高橋玄監督） - 高岡の妻・高岡艶子 役
- ジムノペディに乱れる（2016年、行定勲監督）
- 岬の兄妹（2018年、片山慎三監督） - 産婦人科医・松本 役【特別出演】
- ミセス・ノイズィ（2019年、天野千尋監督）
- 月下香（2022年、淵澤由樹監督） - 田中京子 役[7]

### 成人向け映画
※特記がなければ日活ロマンポルノ作品。
- 赤い通り雨（1980年） - 植草悠子
- 愛の白昼夢（1980年） - 亜起子
- 妻たちの性体験 夫の眼の前で、今…（1980年） - 坂本沙織
- 後から前から（1980年） - 修子
- 聖女快楽絵図（1980年、東映）*吉田さより名義
- 女教師 汚れた放課後（根岸吉太郎監督作品、1981年） - 倉田咲子
- 欲情まんかい 若妻同窓会（1981年） - 友田朝子
- 愛欲生活 夜よ、濡らして（1981年） - 仁科友絵
- ズーム・アップ 暴行白書（1981年） - 脇村塔子
- 悪女軍団（1981年） - 堀越真紀
- 美姉妹 犯す（1982年） - 澪子
- 闇に抱かれて（1982年） - 片山美枝子
- 犯され志願（1982年） - 下元ますみ
- マダムスキャンダル 10秒死なせて（1982年） - 洋子
- 女教師狩り（1982年） - 島子
- 恥辱の部屋（1982年） - 千鶴子
- 火照る姫 ホテルヒメ（1983年） - 塚本ケイ
- 襲われる女教師（1983年） - 津島恵子
- 性的犯罪（崔洋一監督作品、1983年） - 藤森須磨子
- 武蔵野心中（1983年） - 津島緋紗子
- 暗室（1983年） - 圭子
- 魔性の香り（1985年） - 三代江
- ラスト・キャバレー（1988年） - 椎名真理子

### テレビドラマ
- 中学生日記（1972年頃・1998年 - 2000年、NHK教育）※吉田さより名義 [8]
- 非情のライセンス（NET / 東映）※吉田さより名義
  - 第1シリーズ
    - 第31話「兇悪の報酬」（1973年）
    - 第45話「兇悪のスキャンダル」（1974年） - 洋子

  - 第2シリーズ（1974年 - 1975年） - 居酒屋吉田署店員・和子
- アクマイザー3 第13話「なぜだ?!ザビタンが化けた?」（1975年、NET） - 先生 ※吉田さより名義
- 俺たちの祭（1977年、NTV） ※吉田さより名義
- すぐやる一家青春記（1977年、TBS） - 山形道子※吉田さより名義
- 江戸の旋風II（CX / 東宝）※吉田さより名義
  - 第7話「深川父子唄」（1976年）
  - 第53話「壮烈!源三郎」（1977年）
- 同心部屋御用帳 江戸の旋風IV （1978年 - 1979年、CX / 東宝） - お涼
- ザ・スーパーガール（1979年、12ch / 東映）
  - 第6話「売春婦殺し・危うし警部」
  - 第19話「裸で狼の群れと闘え」 - 藤村ノコ
  - 第36話「夜の女子寮・狙われたチアガール」
- 特捜最前線（ANB / 東映）
  - 第111話「ラジオカセットのある殺人風景!」（1979年）
  - 第206話「アイドル歌手恐喝事件!」（1981年）
  - 第316話「ベートーベンを聴く刑事!」（1983年） - 武田ゆうこ
  - 第391話「遺留品ナンバー4号の謎!」（1984年） - 美代子
  - 第431話「単身赴任・妻たちの犯罪パーティー!」（1985年） - 中田の妻
  - 第502話「黄色い帽子の女!」（1987年）
- 大江戸捜査網（12ch - TX / 三船プロ - ヴァンフィル）
  - 第440話「消えた一万両の花嫁」（1980年） - 米問屋「紀州屋」の娘・美代 ※吉田さより名義
  - 第577話「妖花一輪 男殺しの手毬歌」（1983年） - おらん
  - 第621話「孤島に燃える! 悲恋の挽歌」（1983年） - おれん（綾乃）
  - 第654話「浮草慕情おんな節」（1984年） - おその
  - 第664話「魔の甲州路暴れ旅」（1984年） - お蝶
- 太陽にほえろ! 第438話「取調室」（1980年、NTV / 東宝） - 江原キョウコ
- 必殺シリーズ（ABC / 松竹）
  - 新・必殺仕事人 第2話「主水気分滅入る」（1981年） - おみつ
  - 必殺仕事人III 第25話「殺しを見られたのは秀」（1983年） - 君姫
  - 必殺仕事人IV 第17話「勇次 吉原遊女に惚れられる」（1984年） - 小紫
  - 必殺橋掛人 第9話「柴又帝釈天のトラを探ります」（1985年） - お千賀
  - 必殺仕事人V・激闘編 第30話「主水、年上妻にあこがれる」（1986年） - 鶴吉
- ザ・ハングマン 第19話「恐怖で走るダイナマイト女」（1981年、ABC） - 谷原恵子
- 斬り捨て御免!（12ch）
  - 第2シリーズ 第1話「大奥秘録 叛乱の地獄絵巻」（1981年） - 桂木
  - 第3シリーズ 第9話「女の唇に潜む非情の罠」（1982年） - お京
- 闇を斬れ 第8話「女体にひびくオルゴール」（1981年） - おむら
- 文吾捕物帳 第22話「皆殺しの赤い罠」（1981年、ANB/三船プロ） - おつゆ
- 花王名人劇場 「マイウエイTOKYO」（1981年、KTV）
- 土曜ワイド劇場（ANB）
  - 混浴露天風呂連続殺人シリーズ1「婚前奥伊豆旅行」（1982年10月16日、ABC）
  - 「女ごろし 消し忘れた過去」（1985年）
  - 「女医の死亡診断書」（1985年）
  - 「単身赴任 淋しい妻たちの殺人」（1987年）
  - 「片道切符の花嫁」（1989年）
  - 「刑事訴訟法第三二一条の女」（1991年）
  - 「湯けむり草津温泉 女たちの殺人研修ツアー」（1993年）
  - 「森村誠一の棟居刑事5 愛犬が暴く不倫三重奏、神に背く愛の殺人（2000年）
  - 「失踪調査人・港亮介」（2008年11月29日）
- ザ・サスペンス（TBS）
  - 「ヒットソング殺人事件 女が歌うとき人が死ぬ」（1982年11月16日）
  - 「霧の神話 新妻に隠された危険な秘密」（1983年2月12日）
  - 「スクープを追う女 古美術商殺人事件」（1983年4月2日）
  - 横溝正史の真珠郎 金田一耕助を愛した女（1983年） - 真珠郎の母
  - 「骨肉の家」（1983年）
  - 「年一回の訪問者 殺しを見た女」（1983年）
  - 「共犯の女たち」（1984年）
- 刑事ヨロシク（1982年、TBS） - 木村真弓
- 遠山の金さん 第18話「怪談! 幽霊人形恨み節」（1982年、ANB） - お民 / お加代（二役）
- 銭形平次 第821話「迎え火を焚く女」（1982年、CX） - お節
- ドラマ人間模様「父への手紙」（1983年、NHK）
- 源九郎旅日記 葵の暴れん坊 第38話「駆けろ! げんこつ街道」（1983年、ANB） - おまき
- 眠狂四郎円月殺法 第18話「夕陽の群盗多殺剣 -土山の巻-」（1983年、TX） - 美沙
- 新女捜査官 第1話「デカ長ギャルは23歳未経験」（1983年、ABC）
- 大奥 第38話「大奥のメリークリスマス」（1983年、KTV） - お由良
- 月曜ワイド劇場（ANB）
  - 「女性万引ガードマン1」（1983年5月16日）
  - 「はだしの未亡人」（1983年7月11日）
  - 「深川通り魔殺人事件」（1983年7月25日） - マリ子
  - 「美しい女医の診察室2」（1984年3月26日）
  - 「契約母子 9年間の夫の浮気 だまされた妻の隠し子いじめ」（1984年）
  - 「7人の代理パパ」（1985年）
- 木曜ゴールデンドラマ（YTV）
  - 「片隅の二人」（1983年）
  - 「母と娘の刻印」（1983年）
- 火曜サスペンス劇場（NTV）
  - 『危険なしのび逢い』（1982年）
  - 『嫉妬』（1983年9月20日）
  - 『暮らしの中の殺意』（1984年2月7日）
  - 『わが子は殺人者 名門高校殺人事件』（1986年）
  - 『鉄の串』（1986年9月、映像プロデュース） - 船原美子
  - 「監察医・室生亜季子8」（1990年） - 山本幸子
  - 「監察医・室生亜季子13」（1993年） - 木田直美
  - 名無しの探偵シリーズ3「愛の復讐 女の化粧は犯罪の匂い!」（1987年）
  - 三日間の悪夢（1988年）
  - 四季旅情ミステリー7「冬の風鈴」（1993年）
  - 競馬場の女（1994年）
  - 女弁護士高林鮎子16」（1995年） - 昭代
  - 小京都ミステリー18」（1996年） - 若松徳子
  - 『15周年記念特別企画1「絆」』（1996年） - 中尾日出子
  - 警視庁鑑識班6（1998年）
- 時代劇スペシャル（CX系）
  - 「松本清張の西海道談綺」（1983年9月30日、TNC / 国際放映） - 志津
  - 「さそり伝奇 風雲将棋谷」（1983年11月24日、俳優座映画放送 / 映像京都） - お梶
- ひと夏の復讐（1983年、MBS）
- 事件記者チャボ! 第24話「チャボもあきれたダメ父さん!」（1984年、NTV / ユニオン映画） - 青山美沙
- 西武スペシャル「波の盆」（1983年、NTV）
- 探偵物語（1984年、TBS）
- 弐十手物語 第11話「六人の容疑者」（1984年、CX /東映）
- 新妻地獄（1984年、KTV）
- 鬼龍院花子の生涯（1984年、TBS）
- 乾いて候 第1回「お毒見役参上!」（1984年、CX /東映）
- 暴れ九庵 第4話「せつない女、ふたり」（1984年、KTV /東宝） - おちか
- しのぶ（1985年、THK）
- 東芝日曜劇場
  - （第1477回）優しい嘘（1985年、CBC）
  - （第1772回）妹の旅（1991年、TBS）
- 妻そして女シリーズ「ああ嫁姑II」第12話「姑の自立」（1985年、MBS）
- 通り魔 人妻は白昼犯された（1985年）
- イエスの方舟 イエスと呼ばれた男と19人の女たち（1985年、TBS）
- 影の軍団・幕末編 第39話「サムライ、荒野の落日」（1985年） - 鈴鹿のたか
- 大岡越前 第8部 第10話「狙われた美人画の女」（1985年9月24日、TBS / C.A.L） - お町
- 長七郎江戸日記（NTV）
  - 第1シリーズ 第31話「日陰に咲く花」（1984年） - おぬい
  - 第2シリーズ 第60話「迷い込んだ女」（1989年） - 室生
- クリスマススペシャル「迷犬ルパンは名探偵!?」（1985年、ANB / 東映）
- 金曜ドラマスペシャル「新宿みだれ髪」（1986年、CX）
- 遠山の金さん (高橋英樹)　第2シリーズ第40話「山陰・香住に生きる女絵師!」（1986年、ANB / 東映）
- どうぶつ通り夢ランド（1986年、ANB）
- 木曜ドラマストリート（CX）
  - 放課後」（1986年）
  - 「帰って来た桃尻娘」（1986年）
- あぶない刑事 第6話「誘惑」（1986年、NTV / セントラル・アーツ） - 玉木緑
- 女ふたり捜査官 第18話「亭主の職業は泥棒だった」（1987年、ABC / テレパック）
- ジャングル 第22話「微笑みの殺意」（1987年） - みわ子
- 三匹が斬る! 第17話「人妻の 涙甘いか しょっぱいか」（1987年、ANB / 東映） - しの
- ハングマンGOGO 第14話「正体がばれた! 見えない手が迫る」（1987年、ABC） - 篠崎英子
- 愛伝説（1987年、THK）
- ザ・ドラマチックナイト「離婚夫婦 北海道推理ツアー」（1987年、THK）
- もっとあぶない刑事 第2話「攻防」（1988年、NTV / セントラル・アーツ） - 遠山れい子
- ドラマ「妻」（1988年、TBS）
- ボクの乙女ちっく殺人事件（1988年、TBS）
- 名奉行 遠山の金さん（ANB / 東映）
  - 第1シリーズ 第6話「お奉行が消えた」（1988年） - おきぬ
  - 第2シリーズ 第11話「税金に泣かされたおんな」（1989年） - くら
  - 第3シリーズ 第2話「お婆ちゃんの隠し財産を狙え!」（1990年） - お島
  - 第4シリーズ 第3話「神隠しから戻った美女」（1991年） - おきぬ
- 小さな目撃者 ママとあっちゃんの推理ポケット（1988年、CX）
- 水曜グランドロマン「雨に濡れて」（1988年、NTV）
- 西村京太郎サスペンス「雪は死の粧い」（1989年、TX）
- 土曜ドラマ（NHK）
  - 十九歳（1989年） - バーのママ
- 火曜スーパーワイド「ムチャな弁護士大活躍 悩みいろいろ!?女のワキ毛抜き事件から実子誘拐事件」（1989年、ANB）
- 月曜サスペンスシリーズ（KTV）
  - 乱歩賞作家サスペンス「まだ眠らない 悪女が生まれた夜」（1989年）
  - サスペンス・魔『幻の女・闇に消えたアリバイ』（1993年7月、東映）
- 月曜・女のサスペンス「孔雀の誘惑」（1989年、TX）
- 勝手にしやがれヘイ!ブラザー 第16話（1990年、NTV） - ユウタの母
- 鬼平犯科帳（CX / 松竹）
  - 第1シリーズ 第20話「山吹屋お勝」（1990年） - お勝
  - 第3シリーズ 第10話「網虫のお吉」（1992年） - お吉
- 八百八町夢日記 第1シリーズ 第20話「祭り囃子が聞こえる」（1990年、NTV） - おきの
- 刑事貴族 第4話「その時、野獣に牙を剥いた」（1990年、NTV）
- 優しい関係（1990年、CBC）
- 誘惑 第1回・最終回（1990年、TBS） - 金沢の女
- 月曜ドラマスペシャル（TBS）
  - 不連続爆破事件（1991年）
  - 特選サスペンス 人それを情死と呼ぶ（1996年）
  - 早乙女千春の添乗報告書3 草津湯けむりツアー殺人事件（1996年）
- また又・三匹が斬る! 第4話「山陰道、女いのちの賞金稼ぎ」（1991年、ANB） - お紋
- デパート!夏物語 第5話（1991年、TBS）
- 影狩り（1991年）
- あばれ八州御用旅 第2シリーズ 第3話「みちのく母娘二人旅」（1991年、TX） - おまさ
- 悪いこと 第1話「雨」（1992年、CX）
- 金曜ドラマシアター「ザ・スクープ」（1992年、CX）
- はぐれ刑事純情派（ANB / 東映）
  - 第6シリーズ 第7話「同僚を密告した女・パートで働く女たち」（1993年） - 工藤周子
  - 第7シリーズ 第7話「同窓会殺人事件　女がウソをつくとき」（1994年） - 清水真紀
  - 第9シリーズ 第24話「京都逃避行 宝くじを買う女」（1996年）
  - 第15シリーズ 第18話（2002年） - 井上千枝
- 銭形平次 第3シリーズ 第11話「戦慄の矢」（1993年、CX / 東映） - お駒
- 過去を追う女（1994年、TBS）
- ドラマ新銀河「欅通りの人々」（1994年1月 - 3月、NHK）
- 将軍の隠密!影十八 第15話「ワル・親のない子と子のない母と」（1996年、ANB）
- 金曜エンタテイメント（CX）
  - 噂の女人情詐欺師 早苗とたまき・涙の事件簿1（1996年）
  - アリバイの彼方に（2000年）
  - 壁ぎわ税務官（2001 - 2003年） - 石上直子 役
- 月曜ドラマイン スウィートデビル 第7話（1998年、ANB）
- 美少女H3 〜少女たちの異常体験〜「Blood」5 赤い波涛（1999年、CX） - 亮子
- QUIZ（2000年、TBS） ‐ 中森あゆみの母 役
- ラブコンプレックス 第1話（2000年、CX）
- 女と愛とミステリー（TX）
  - 山村美紗サスペンス 殺意の果てに（2001年） - 進藤由紀 役
  - 斎藤栄サスペンス 大和路殺人事件（2002年）
  - 私はやってない!痴漢えん罪殺人連鎖（2002年） - 平岡利江 役
- キッズ・ウォー スペシャル 〜ざけんなよ〜（2002年、CBC）
- 月曜ミステリー劇場（TBS）
  - 弁護士猪狩文助2 罪を逃れて笑う奴（2002年2月11日） - 西沢照子（松浦敦史の母） 役
  - 警察庁特別広域捜査官 宮之原警部シリーズ「丹後浦島伝説殺人事件」（2003年） - 藤森弓恵 役
  - 警視庁三係・吉敷竹史シリーズ1「寝台特急「はやぶさ」1/60秒の壁」（2004年）
  - 森村誠一サスペンス 棟居刑事シリーズ4「復讐」（2004年） - 椎名織江 役
- 人情とどけます〜江戸娘飛脚〜 第4話（2003年、NHK総合）
- 新・科捜研の女 第2シリーズ 第9話「どうするマリコ! 灼熱50度の監禁状態」（2005年、ANB）
- 愛のことば（2001年、CX）
- 契約結婚（2005年）
- 金曜プレステージ（CX）
  - 浅見光彦シリーズ(32)「箱庭」（2008年）
    - 浅見光彦シリーズ(37)「長崎殺人事件」（2010年）
- 日本テレビ開局55周年記念ドラマ「東京大空襲」（2008年）
- 宮部みゆきミステリー パーフェクト・ブルー 第6話（2012年11月12日、TBS） - 葉山江利子
- まほろ駅前番外地 第2話（2013年1月18日、TX） - BARナイトフライ経営者
- 水曜ミステリー9（TX）
  - 捜査検事・近松茂道14「秘湯・乳頭温泉に消えた女」（2013年11月27日） - 林芳江 役
- 忠臣蔵の恋〜四十八人目の忠臣〜（2016年） - 貞柳尼 役
- 嫌な女 NHK

### その他の番組
- タケちゃんの思わず笑ってしまいました Part3（1984年、フジテレビ）

ほか多数

### ラジオ
- FMシアター「雪上の風」（2008年2月9日、NHK-FM）

### オリジナルビデオ
- 時間よ止まれ（1992年）
- MOKOにおまかせ（1994年）
- 尼僧獄門帖（1995年）
- ウルトラセブン 模造された男（1999年） - カネミツ・ヨウコ 役
- 難波金融伝・ミナミの帝王23／詐欺の手口（2002年）
- 婦人排球 ママズ・アタック（2003年）

### 舞台
- ペテルブルグの夢 罪と罰より　紀伊国屋ホール
- 雪まろげ　芸術座
- 姿三四郎　名古屋名鉄ホール
- 関の弥太っぺ　五木ひろし公演　名古屋御園座
- 越後獅子祭り　五木ひろし公演　明治座
- 姿三四郎　細川たかし公演　梅田コマ劇場
- 女ネズミ小僧　小林幸子公演　新宿コマ劇場
- 忠臣蔵　全国公演
- 冷たい女　博品館劇場
- 花のお江戸の恋侍 ドン・ジュアンより　民音ミュージカル　全国ツアー
- 八代亜紀公演　新宿コマ劇場　梅田コマ劇場
- 銭形平次　林与一公演　大阪中座
- あざみの蜜　文化庁脚本賞受賞作品上演
- 付け馬や おえん　山本陽子公演　京都南座
- 眠狂四郎　杉良太郎公演　大阪新歌舞伎座　名古屋御園座
- 大利根囃子　杉良太郎公演　大阪新歌舞伎座
- 城館　文化庁戦後一幕物傑作選、北條純プロデュース公演。演出、宮永雄平、東京芸術劇場小ホール
- 吉原炎上　新橋演舞場
- 初雪の朝　三越劇場（2003年）
- タップ・ミュージカル ステッピングアウト　博品館劇場および全国ツアー（2004年） - アンディ
- ショパンとサンド 東神奈川かなっくホール（2005年） - ジョルジュ・サンド
- 忠臣蔵外伝　劇団若獅子公演　三越劇場（2006年）
- 沓掛時次郎　沢竜二公演　紀伊国屋ホール（2007年）
- CHUJI　博品館劇場（2008年）
- 「助かった!」と一息ついて…。　吉祥寺シアター（2010年）
- レット・ミー・ビー・ゼア　ラゾーナ川崎プラザソル（2010年）
- 歓喜の歌　前進座劇場（2010年）佐伯家の母
- OH! MY GOD!!　銀座みゆき館劇場（2011年）
- 6人のイカレる女（劇団染地組 第3回公演）劇場MOMO（2012年）
- カーズドファミリー〜月島家の人々　銀座みゆき館劇場（2012年） - 夢子
- 愛しのバックストリート　池袋シアターグリーンBox in Box THEATER（2012年）
- セレブ気取り　銀座みゆき館劇場（2013年）
- OH! MY GOD!!　銀座みゆき館劇場（2013年）
- カーズドファミリー〜月島家の人々　銀座みゆき館劇場（2014年） - 夢子
- フレッド・ジンネマン監督『ハイヌーン』より　　目明し金次郎  真昼の決闘　劇団若獅子公演　三越劇場（2014年）
- スガナレル　築地ブディストホール（2015年） - コロンビーナ
- 遠き夏の日〜国を想う心、人を、家族を、恋人を想う心　ザムザ阿佐谷（2015年）
- OH! MY GOD!!　築地ブディストホール（2016年）
- ショパンとサンド　東京八重洲ホール、横浜鶴見サルビアホール音楽ホール（2016年） - ジョルジュ・サンド
- 我輩は狸である　築地ブディストホール（2016年） - ナレーター＆富子
- 希望の色　日経ホール（2016年7月） - 佐和子
- レット・ミー・ビー・ゼア　池袋シアターグリーンBASE THEATER（2016年）
- OH! MY GOD!!　築地ブディストホール（2017年）
- ショパンとサンド　ティアラこうとう・ジョルジュ・サンド
- OH! MY GOD!!　築地ブディストホール（2018年）
- ブラームスとクララ　ティアラこうとう・クララ・シューマン
- 南十字星へのプレリュード　三越劇場・マルタ
- OH! MY GOD!!　築地ブディストホール（2019年）
- 見えない人たち　築地ブディストホール・鬼龍院
- 気まずい！！　築地ブディストホール・貴子
- リストとマリーとカロリーヌ　ティアラこうとう・マリー・ダグー／カロリーヌ
- OH! MY GOD!!　築地ブディストホール（2020年）

### 写真集
- 再会（1996年、コンパス）